# کلیسای آنچیسخاتی مریم مقدس
کلیسای آنچیسخاتی مریم مقدس (گرجی: ანჩისხატი) یک کلیسای متعلق به کلیسای ارتدکس گرجی است که در شهر تفلیس کشور گرجستان واقع شده‌است. این کلیسا، قدیمی‌ترین کلیسای تفلیس است و عملیات ساخت و ساز آن در سدهٔ ۶ میلادی به پایان رسید. طراحی این کلیسا با دیگر مکان‌های مقدس در تفلیس متفاوت است.